# 봉화 도천고택
봉화 도천고택(奉化 陶川古宅)은 대한민국 경상북도 봉화군 봉화읍 문단리에 있는 고택이다. 2007년 5월 7일 경상북도의 문화재자료 제521호로 지정되었다.

## 개요
도천고택은 봉화에서 영주로 가는 국도변 문단리에 위치하며 정확한 건립연대는 알 수 없으나 조선 중기 진사를 지낸 홍이성(洪以成, 1556-1606)의 7대손인 중묵(重?)이 19세기초(1820년경)에 건립한 것으로 알려진다. 정침인 사랑채와 안채 좌.우로 고방채를 두어 이 지방 사대부가의 전형적인 ㅁ자형 배치를 보여주고 있는 남향한 건물로 안채 좌우에서 사랑채로 연결된 고방채 지붕과 사랑채의 지붕 곡선은 이 지방에서만 볼 수 있는 곡선형을 이루어 지방적인 특색을 잘 나타내고 있다. 특히 사랑채 앞쪽 기단의 아(亞)자형 전돌 장식은 이 집에서만 사용된 특이한 예로 창건 당시 이 집의 품격을 잘 보여주고 있다. 사대부가이면서도 사랑채의 소박한 예스러움과 기법이 나타나고 건립 당시의 모습을 잘 간직하고 있는 등 보존할 가치가 있어 문화재자료로 지정한다.

## 참고 자료
- 봉화 도천고택 - 국가유산청 국가유산포털